# Harold Bolas
Harold Bolas, né en 1888 à Eccles, Lancashire et mort le 8 juillet 1956 à Bath, Somerset, était un ingénieur aéronautique britannique. Il est célèbre pour les avions qu'il a conçus lorsqu'il était employé par le British Admiralty Air Department étatique, puis par le constructeur privé Parnall.

## Distinctions
- Membre de l'Ordre de l'Empire britannique (MBE)[1],[2].
- Associated Fellow of the Royal Aeronautical Society (AFRAeS)[1],[2].